# Tenodera costalis
Tenodera costalis es una especie de mantis de la familia Mantidae.

## Distribución geográfica
Se encuentra en Nueva Guinea, Sulawesi, Nueva Caledonia, Mussau y Ceram.